# Scotland (Georgia)
Scotland es una ciudad ubicada en el condado de Telfair en el estado estadounidense de Georgia. En el año 2000 tenía una población de 300 habitantes.

## Geografía
Scotland se encuentra ubicada en las coordenadas 32°2′55″N 82°49′5″O / 32.04861, -82.81806 (32.048683, -82.818080).
Según la Oficina del Censo, la localidad tiene un área total de 3,6 km² (1,4 mi²), de la cual 3,6 km² (1,4 mi²) es tierra y 0 km² (0 mi²) (0.00%) es agua.

## Demografía
Según la Oficina del Censo en 2000 los ingresos medios por hogar en la localidad eran de $30,313, y los ingresos medios por familia eran $28,333. Los hombres tenían unos ingresos medios de $26,667 frente a los  $20,714 para las mujeres. La renta per cápita para la localidad era de $12,418. 